# 奧庫姆 (加利福尼亞州)
奧庫姆（英語：Aukum）是位於美國加利福尼亞州埃爾多拉多縣的一個非建制地區。該地的面積和人口皆未知。

## 地理
奧庫姆的座標為38°33′26″N 120°43′36″W / 38.55722°N 120.72667°W，而該地的平均海拔高度為657米（即2155英尺）。